# Johanneskapelle (Pfons)

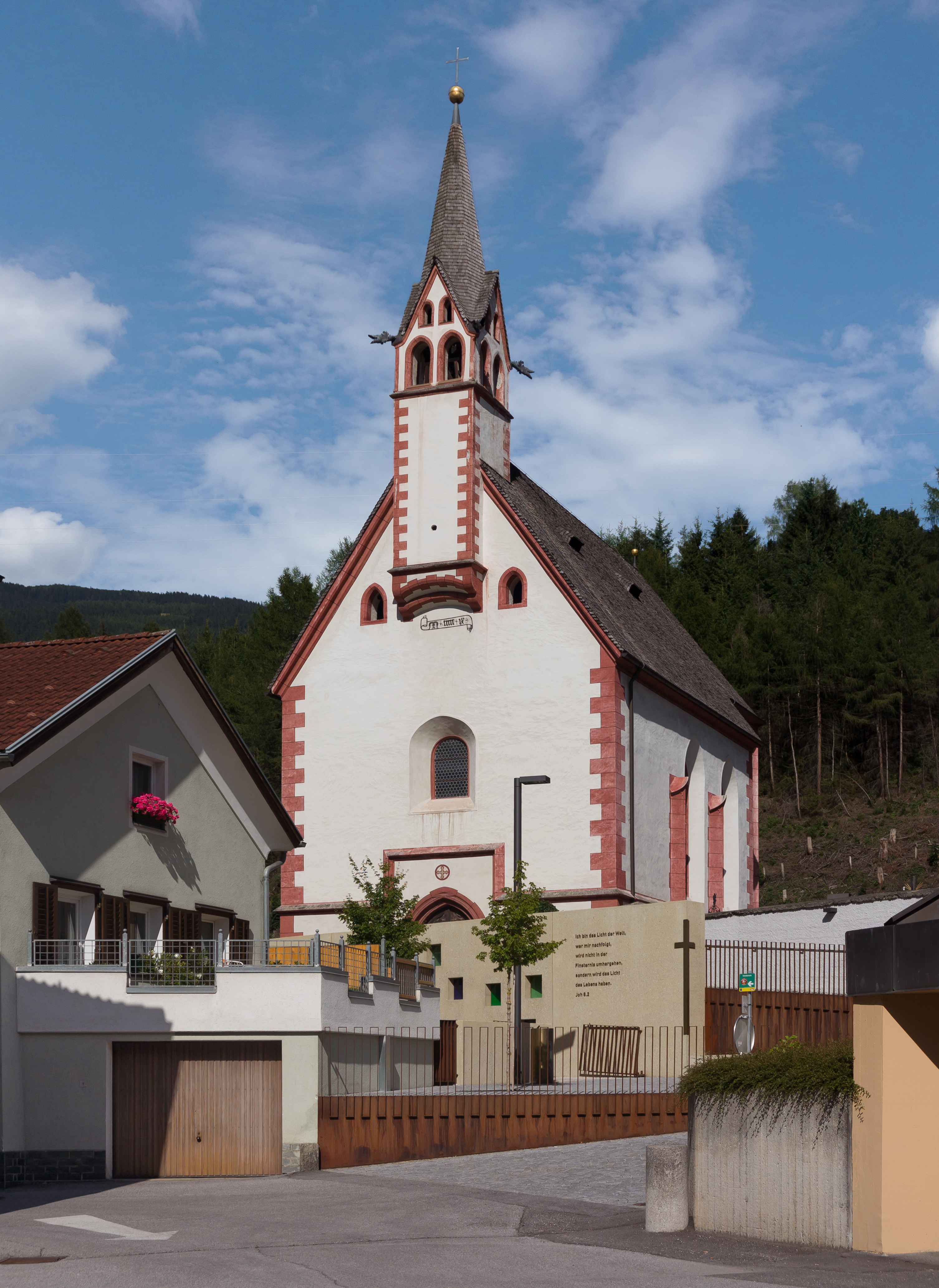
Johanneskapelle von Südwesten

Die Johanneskapelle ist ein im gotischen Stil errichtetes Kirchengebäude, das zu dem denkmalgeschützten Ensemble des Friedhofs in Pfons gehört, einer Gemeinde im Bezirk Innsbruck-Land in Tirol in Österreich. Sie befindet sich östlich der Sill.

## Geschichte
Erste Erwähnungen einer Johanneskapelle in der Nähe von Matrei finden sich bereits 1284 und 1300 in Ablassbriefen. Diese vermutlich kleinere Kapelle ist aber nicht identisch mit dem heutigen Bau. Die heutige Kapelle wurde 1509 bis 1521 von den Baumeistern Niklas und Georg Türing errichtet. Die Jahreszahl 1509 ist in römischen Ziffern („MCCCIX“) in den Giebel gemalt. 1863 kam es zu einem Brand, der die Inneneinrichtung zerstörte.

## Architektur
Von außen wird der Anblick der Kapelle durch den schlanken Giebelreiter mit Spitzhelm in Verbindung mit den Maßwerkfenstern und einer Lisenengliederung geprägt. Es handelt sich um einen einschiffigen Bau, bei dem der Chor durch ein etwas niedrigeres Dach von dem nahezu quadratischen Schiff abgesetzt ist. Ein abgeschrägter Sockel und ein mehrfach abtreppendes Kappgesims in der Höhe der Fensterbank umzieht die Kapelle. An den Seitenwänden finden sich je zwei Streben, die jeweils auf etwa zwei Drittel der Wandhöhe in einem Satteldach enden. Im Bereich des Chors hingegen übernehmen bis zum Dach hochgezogenen Ecklisenen die Stützfunktion. Dazwischen befinden sich hohe, schmale Spitzbogenfenster. 
Die Eingänge zur Kapelle befinden sich an der Westfront und an der nördlichen Langseite. Es handelt sich dabei jeweils um spitzbogige Portale mit tiefgekehlter Laibung. Über dem Eingang an der Westfront hängt vor der Spitze des Fassadengiebels ein Erkertürmchen mit Spitzhelm. Es ist von spitzbogigen Schalllöchern durchbrochen.
Der Innenraum der Kapelle wird von einem bemalten Netzrippengewölbe mit Halbreliefköpfen überspannt. Im hinteren Bereich der Kapelle befindet sich eine Empore mit spätgotischem Maßwerk, in dem Stifterwappen zu sehen sind. Der Altarraum ist vom Schiff durch einen Spitzbogen mit gekehltem Steinrahmen getrennt. Erwähnenswert sind auch die rotmarmornen Rundpfeiler, die die Empore tragen. Sie sind gedreht, die Rillen verlaufen bei dem einen Pfeiler nach rechts, bei dem anderen nach links.
Der Hochaltar der Kapelle ist ein kleiner Flügelaltar aus der Zeit Maximilians des Ersten, ebenso stammt eine Madonnenstatue an der linken Triumphbogenwand aus dieser Zeit.

## Bildergalerie Innenraum

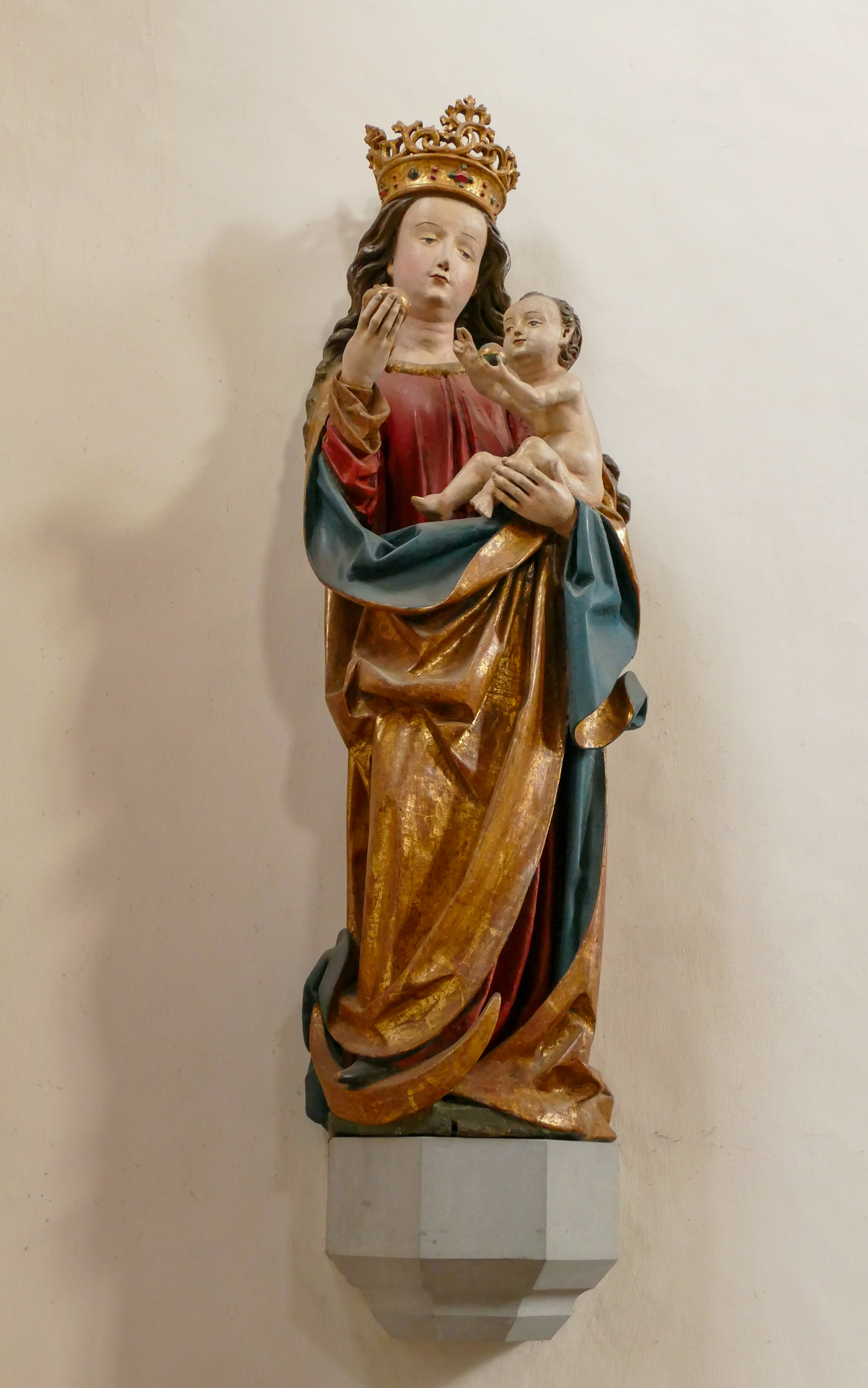
Madonnenstatue
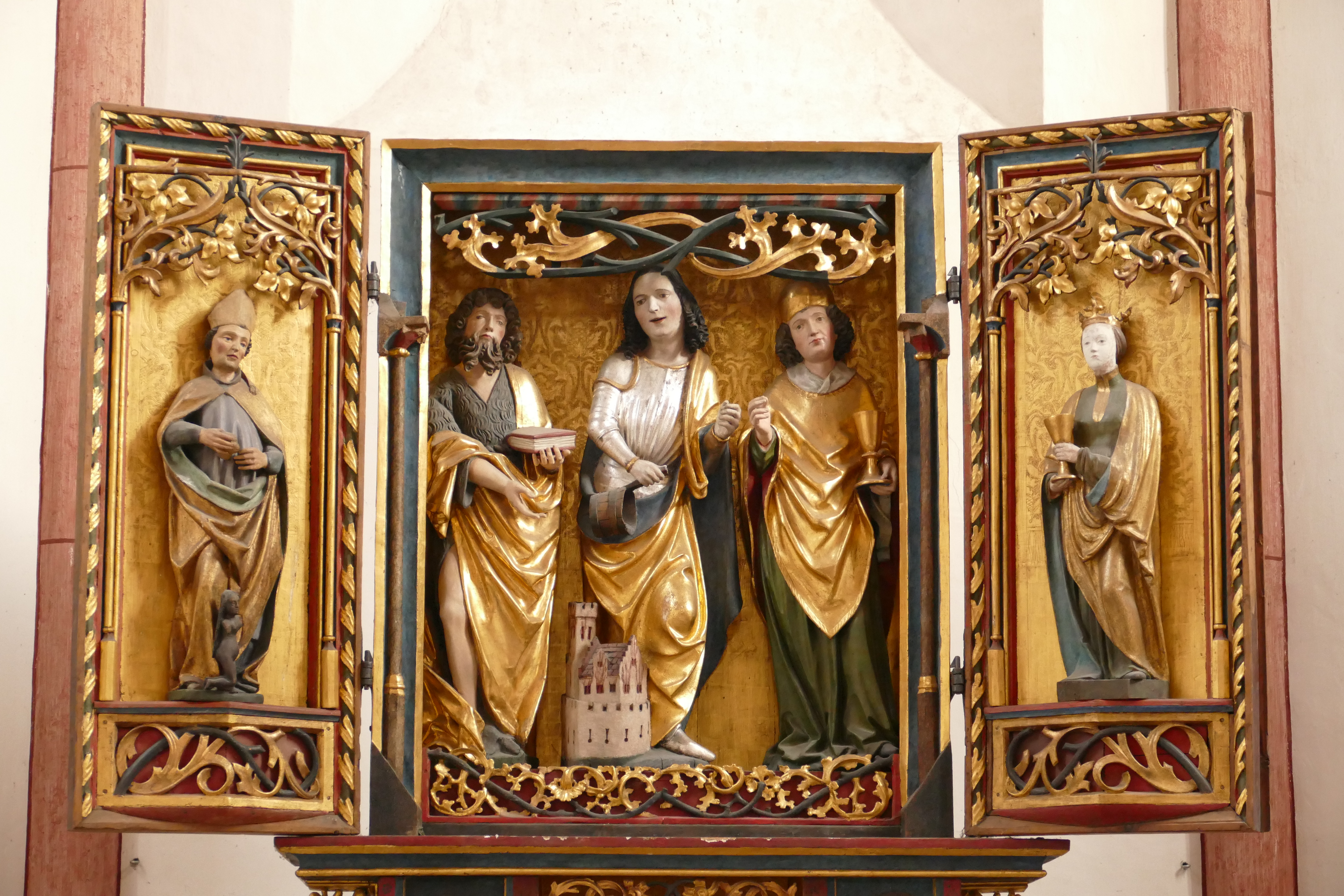
Der Hochaltar
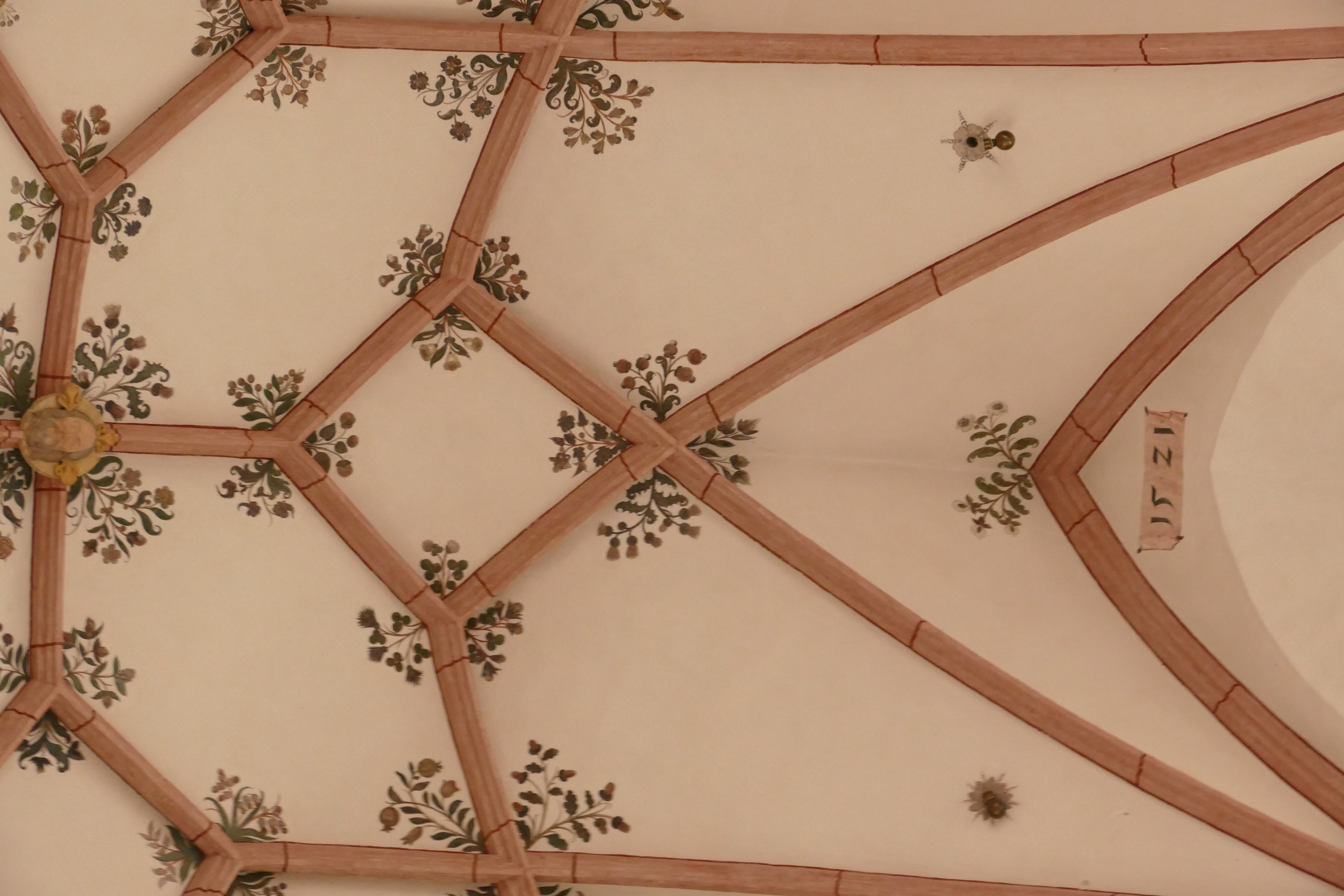
Das Netzrippengewölbe mit Ausmalungen
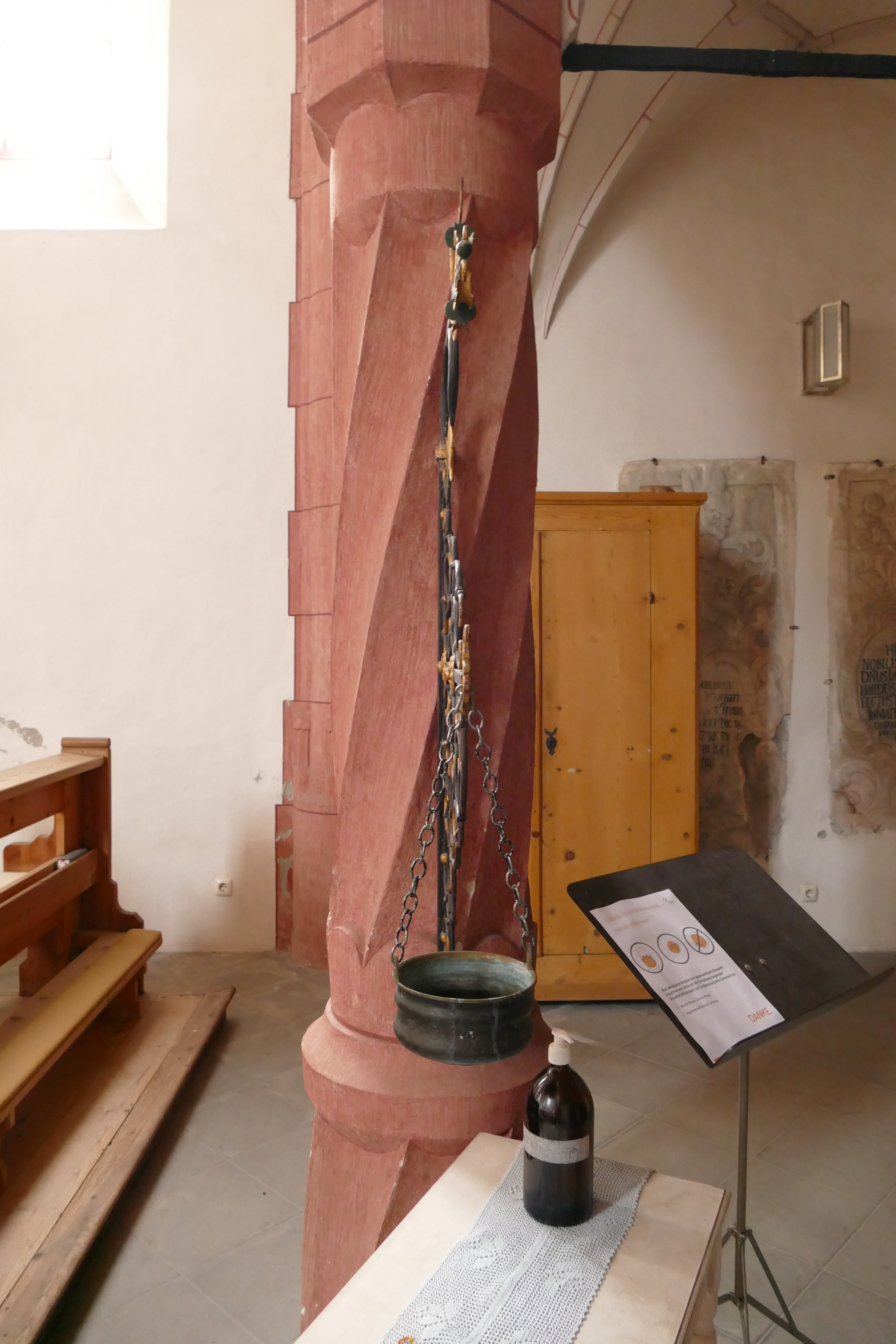
Einer der Rundpfeiler unter der Empore mit Weihwasserkessel
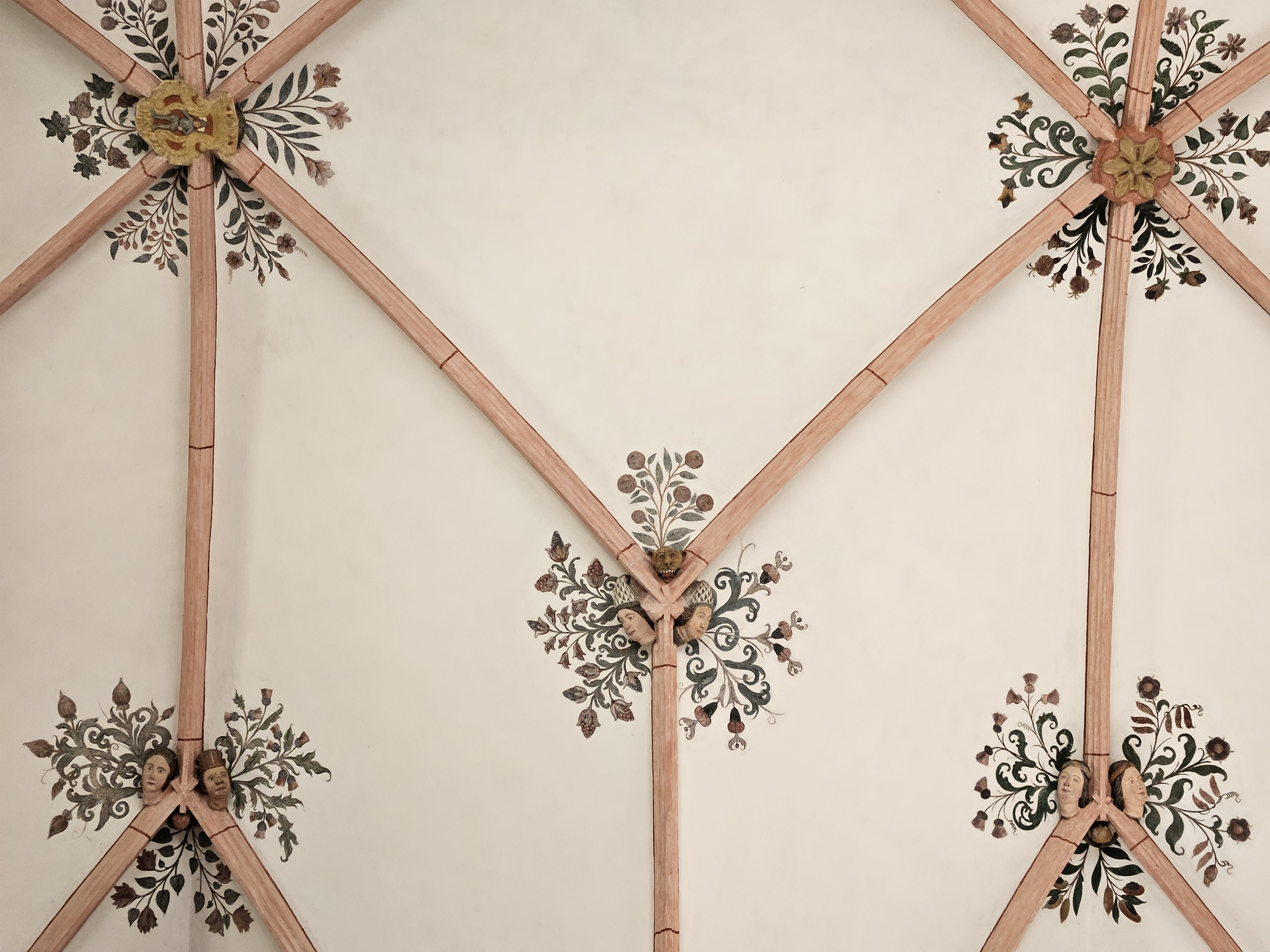
Das Netzrippengewölbe mit Figuren